# Jim Thomas (koszykarz)
Jim Thomas, właśc. James Edward Thomas (ur. 19 października 1960 w Lakeland) – amerykański koszykarz, występujący na pozycji rzucającego obrońcy, po zakończeniu kariery zawodniczej trener koszykarski.
W 1983 został wybrany w dwóch draftach do lig futbolu amerykańskiego. Do ligi National Football League został wybrany z numerem 10 przez Green Bay Packers, natomiast do United States Football League trafił z numerem 20, wybrał go zespół Boston Breakers.
Jego dzieci Sthefany i Thomas były reprezentantami Argentyny w koszykówce.

## Osiągnięcia

### Zawodnicze
Na podstawie, o ile nie zaznaczono inaczej.
NCAA
- Mistrz NCAA (1981)
- Uczestnik rozgrywek:
  - Sweet 16 turnieju NCAA (1980, 1981, 1983)
  - II rundy turnieju NCAA (1980–1983)
- Mistrz sezonu regularnego konferencji Big 10 (1980, 1981, 1983)
- Zaliczony do I składu NCAA Final Four (1981 przez Associated Press)

Drużynowe
- Mistrz :
  - CBA (1993)
  - Argentyny (1989)

Indywidualne
- MVP:
  - finałów ligi argentyńskiej (1989)
  - play-off CBA (1993)
- Zaliczony do:
  - I składu defensywnego WBL (1988)
  - II składu defensywnego CBA (1986)

Reprezentacja
- Wicemistrz świata (1982)[3][4]

### Trenerskie
(Jako asystent)
- Wicemistrzostwo NCAA (2002)
- Mistrzostwo sezonu regularnego Big 10 (2002)